# 印度尼西亚经济
印度尼西亚经济是指印度尼西亚的經濟狀況。印度尼西亚是一個新興市場國家，東南亞最大的經濟體。這個國家也是G20的會員國之一，被列為新興發展中國家。

## 歷史
印尼經濟直至1960年代仍然呆滯，主因是政局長期不穩，直至政治強人蘇哈托上台，致力建立經濟制度，印尼經濟才於1970年代始見增長。起先是靠出售石油所帶動，至1980年代大量外資引進，製造業發展急速，在1989年至1997年間，印尼經濟一直有著平均7%的增長。
1998年亞洲金融風暴打擊東南亞各國的經濟，其中以印尼遭受的創傷最大，兌美元的匯價由2,000印尼盾跌至18,000印尼盾，而增長率更下滑13.7%。經濟下滑觸發大規模騷亂，蘇哈托更因而下台。

## 投資
自1980年代以來，印尼當局進行一系列重大改革，以鼓勵經濟增長。 這一增長主要來自國內外私人投資。 美國投資者主導了石油和天然氣行業，並承建了印尼一些最大的採礦項目。 此外，美國銀行、製造商和服務商的數目不斷擴大，特別是在1980年代工業和金融改革之後。其他主要外國投資者包括印度、日本、英國、新加坡、荷蘭、卡塔爾、韓國。
印尼在1997年亞洲金融危機中損失了超過100盾的投資評級，並於2011年底從惠譽重新獲得投資級評級，並於 2012 年初從穆迪評級獲得投資級評級。2017年5月，由於 2017 年初出口反彈和消費支出強勁，標普全球將印尼投資評級從 BB+ 上調至 BBB−，前景穩定。

## 宏觀經濟走勢
| 年份 | GDP            | 印尼盾兌美元 | 通貨膨脹率 (%) | 人均名義上 GDP (以美元計) | 以購買力平價計 人均名義 GDP(以美元計) |
| ---- | -------------- | ------------ | -------------- | ------------------------- | ------------------------------------- |
| 1980 | 60,143.191     | 627          | 18.0           | 3.90                      | 5.93                                  |
| 1985 | 112,969.792    | 1,111        | 4.7            | 2.82                      | 5.98                                  |
| 1990 | 233,013.290    | 1,843        | 7.8            | 2.45                      | 12.90                                 |
| 1995 | 502,249.558    | 2,249        | 9.4            | 3.57                      | 15.76                                 |
| 2000 | 1,389,769,700  | 8,396        | 3.8            | 2.15                      | 13.05                                 |
| 2005 | 2,678,664,096  | 9,705        | 10.5           | 2.86                      | 14.17                                 |
| 2010 | 6,422,918,230  | 8,555        | 5.1            | 6.44                      | 17.54                                 |
| 2015 | 11,531,700,000 | 13,824       | 6.4            | 5.86                      | 18.02                                 |
| 2020 | 15,434,200,000 | 14,105       | 1.7            | 6.35                      | 18.89                                 |

## 經濟結構
2007年印尼的國民生產總值是4080億美元（平均4600美元）。

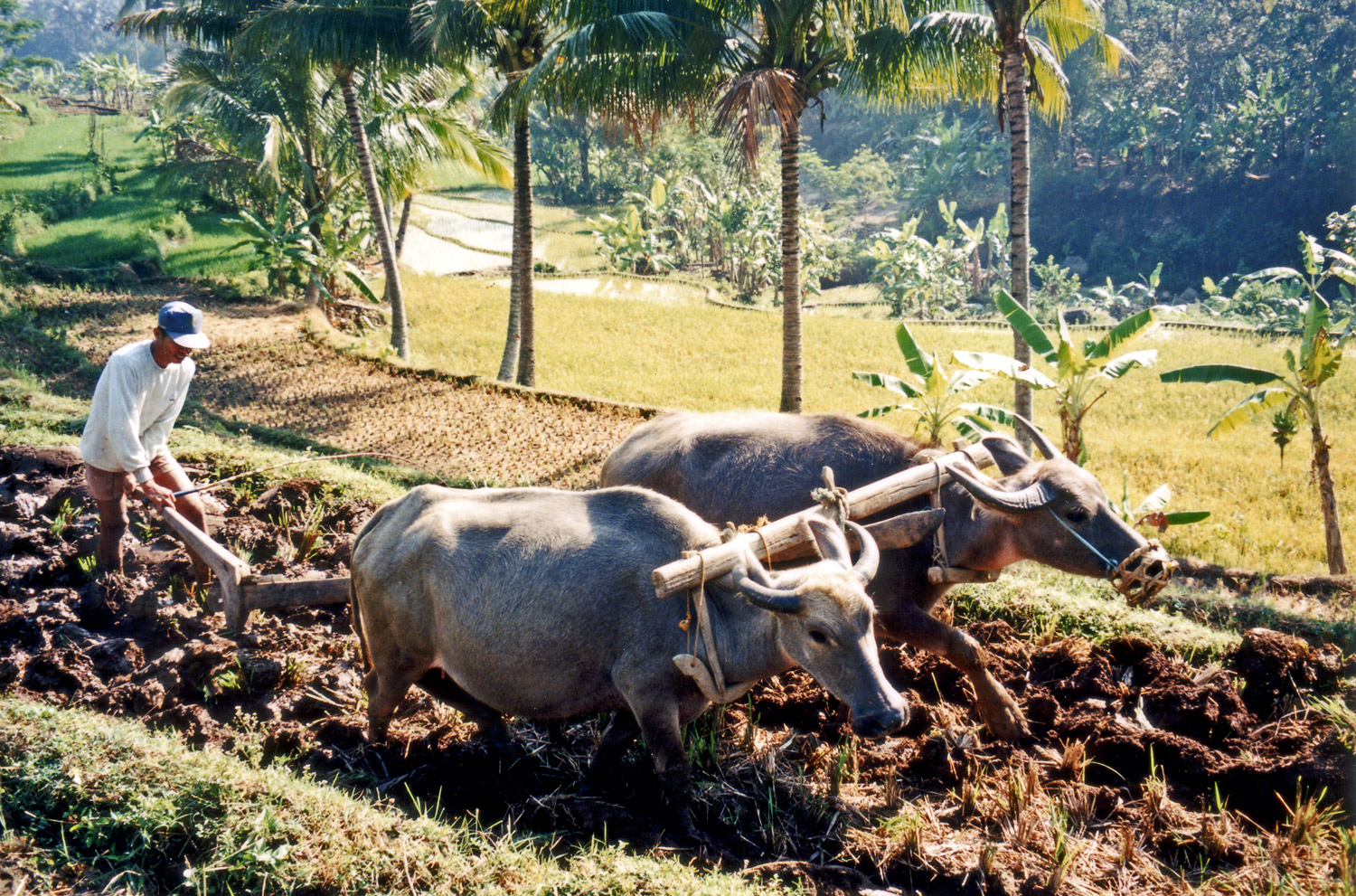
印尼超過四成人是從事農業，乃整體勞動人口中最多。

以2005年計，印尼主要出口市場乃日本(22.3%)、美國(13.9%)、中國大陆(9.1%)、新加坡(8.9%)。而入口則大體來自日本(18.0%)、中國大陆(16.1%)和新加坡(12.8%)。2005年印尼創出了逾二百億美元貿易盈餘，主要由出口石油、天然氣、礦材所帶動，而入口則計有機械和化學品。

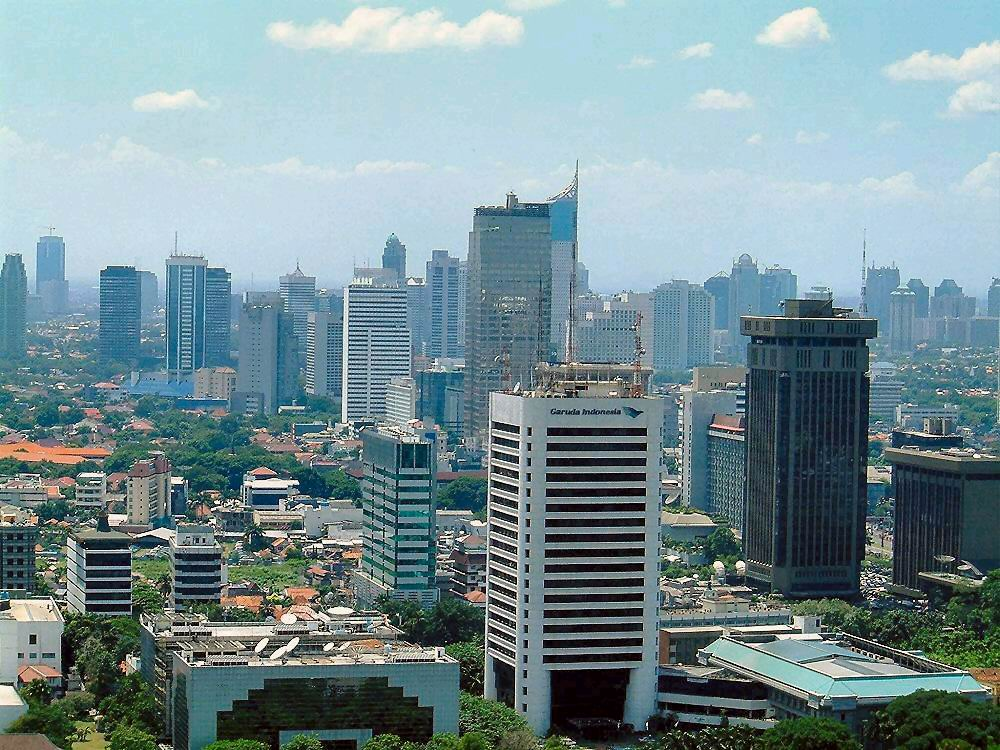
雅加達是印尼最大的商業中心。

自1998年印尼發生騷亂以來，印尼由於政局不穩定，數年間先後更換總統，印尼經濟一直停滯不前。儘管國民生產總值於2004-2005年間連續超過百分之五，但失業率仍然普遍。截至2006年，印尼失業率是約9.75%。

### 主要產業

#### 石油產業
印尼是唯一東南亞國家為石油輸出國組織 (OPEC) 成員國。儘管該國擁有龐大的石油生產工業，但目前仍然是石油淨進口國。1999年，原油產量平均為每天150萬桶（24萬立方米），1998年，包括煉油在內的石油和天然氣行業對GDP的貢獻約為9%。 截至2005年，原油產量為每天107萬桶（170,000立方米）。 石油產量大幅下降主要原因，是油田老化和石油生產設備投資不足。 
石油和採礦權於印尼皆屬國有。但外國公司可以投資參與承包工作：承包商必須為某一開採項目承擔所有勘探、生產和開發成本。 

#### 礦產
印尼是世界上最大的錫市場。 儘管礦物生產傳統上以鋁土礦、銀和錫為主，但它正在擴大銅、鎳、金和煤炭的出口市場產量。 1993年中期，印尼當局重新開放煤炭行業予外資，其中即有印尼煤炭商與英國石油公司 (BP) 和力拓集團 (Rio Tinto Group) 成立一家合資企業。 1999年煤炭總產量達到7400萬噸，其中出口5500萬噸，2011年產量為3.53億噸。 截至2014年，印度尼西亞是第三大生產國，總產量為458噸，出口量為382噸。按照這個速度，到2075年為止，儲備將在61年內用完。
印度尼西亞還是世界上最大的鎳生產國；到 2022 年將成為第二大鈷生產國。
兩家美國公司在印尼經營三個銅礦、金礦；一家加拿大和一家英國公司分別持有鎳和黃金的投資。韋丹塔資源公司和塔塔集團等印度財富集團也在印度尼西亞擁有大量採礦業務。 1998年，印度尼西亞的黃金和銅產量分別為10億美元和8.43億美元。 1998 年礦產開採部門賺取的 30 億美元收入中，來自黃金、銅和煤炭的收入佔 84%。 
如果加上佔全球氧化鋁產量5%的氧化鋁項目，印尼將成為全球第二大氧化鋁生產國。 該項目不會將礦石轉化為鋁，因為印尼其他公司可以進一步開發 100 種氧化鋁衍生物。

#### 可再生能源
由於印尼長期以來嚴重依賴化石燃料的使,加上礦物和石油的出口國身份，印尼對可再生能源一直投資有限。

#### 金融、地產及商用服務
印尼有5000萬家小型企業。2010年在線使用量增長48%。根據德勤2011年的數據，互聯網相關活動創造了GDP的1.6%，比電子設備出口和液化天然氣出口還要大（分別為1.51%和1.45%）。
截至2011年6月底，固定國有資產為1,265萬億盾（1,280 億美元）。國有股票的價值為50萬億盾（50億美元），而其他國有資產為24萬億盾（24億美元）。
2015年，金融服務覆蓋7.2萬億盾。 50家國內外企業集團持股比例約為70.5%。 其中 14 個為垂直集合體，28 個為水平集合體，8 個為混合集合體。 35家主體主要集中在銀行業，13家屬於非銀行業，特殊金融業和資本市場業各1家。

### 勞動力配置
以勞動人口計，印尼大多數人都是從事農業，約佔整體勞動人口的44.3%。服務業和製造業則分別佔了36.9%和18.8%。

#### 服務業
以服務業佔的比率最多，達45.3%。

#### 製造業
主要工業包括了石油、天然氣、紡織、採礦等行業，佔全體製造業的40.7%。

#### 農業、畜牧業、林業和漁業
農產品出口則包括棕櫚油、稻米、茶葉、咖啡、香料和橡膠，佔全體農業的14.0%。

## 與夥伴國之間的關係

### 與美國的關係
自後蘇哈托時代起，1999年美國對印尼的出口總額為20億美元，比1997年的45億美元大幅下降。主要出口是建築設備、機械、航空零部件、化學品和農產品。 1999年美國從印尼的進口總額為95億美元，主要包括服裝、機械和運輸設備、石油、天然橡膠和鞋類。
2019年，由於印尼在全球貿易中的份額超過0.5%，美國貿易代表決定不將印尼列為“發展中國家”。儘管取消了這一地位，但印尼政府保證這一點不會改變印尼目前從美國享有的優惠。

### 與中國的關係
自1990年代以來，印尼與中國的貿易不斷增加，2014年，中國成為印尼第二大出口目的地，僅次於日本。事實上，雖然2003年印度尼西亞和中國之間的貿易額僅達到38億美元，但2010年幾乎翻了10倍，達到361億美元。

### 與日本的關係
印尼與日本簽署了《印尼-日本經濟夥伴關係協定》（IJEPA），於2008年7月1日生效。該協定是印尼第一個雙邊自由貿易協定，旨在便利貨物和人員的跨境流動以及投資兩國之間。
幾十年來日本一直在印尼投資，特別是在汽車、電子產品、能源和採礦業。 而早在印尼獨立之前，日本人即將印尼視為重要的自然資源來源地。2012年，有1,200-1,300家日本企業在印尼開展業務，約有12,000名日本公民居住在印尼。 
如今，印尼是日本天然橡膠、液化天然氣、煤炭、礦物、紙漿，以及咖啡的主要供應國；同時印尼一直被視為日本汽車和電子產品的主要市場。 對於日本企業來說，印尼一直是低成本製造業務的所在地，並僱用了大約300,000名員工。日本主要工廠集中在雅加達東部，其中最集中的是西爪哇省的勿加泗、芝卡朗和加拉旺。